# Till strid för Gud vi glatt framtågar
Till strid för Gud vi glatt framtågar är en sång med text från 1893 av August Storm som sjungs till en melodi av Fredrik August Reissiger.

## Publicerad i
- Musik till Frälsningsarméns sångbok 1907 som nr 392.
- Frälsningsarméns sångbok 1929 som nr 435 under rubriken "Strid och verksamhet - Under striden".
- Frälsningsarméns sångbok 1968 som nr 499 under rubriken "Kamp och seger".
- Frälsningsarméns sångbok 1990 som nr 651 under rubriken "Strid och kallelse till tjänst".